# Liste der Baudenkmäler in Rietberg
Die Liste der Baudenkmäler in Rietberg enthält die denkmalgeschützten Bauwerke auf dem Gebiet der Stadt Rietberg im Kreis Gütersloh in Nordrhein-Westfalen (Stand: September 2022). Diese Baudenkmäler sind in der Denkmalliste der Stadt Rietberg eingetragen; Grundlage für die Aufnahme ist das Denkmalschutzgesetz Nordrhein-Westfalen (DSchG NRW).

| Bild                                                                                             | Bezeichnung                                                                                      | Lage                                                    | Beschreibung                                                                         | Bauzeit   | Eingetragen seit | Denkmal- nummer |
| ------------------------------------------------------------------------------------------------ | ------------------------------------------------------------------------------------------------ | ------------------------------------------------------- | ------------------------------------------------------------------------------------ | --------- | ---------------- | --------------- |
| weitere Bilder                                                                                   | Grenzsteine von 1757                                                                             |                                                         |                                                                                      | 1757      |                  | 136             |
| Bildstock                                                                                        | Bildstock                                                                                        | Mastholte Alte Landstraße/Jakobistraße Karte            |                                                                                      | 1719      |                  | 132             |
| Fachwerkgebäude                                                                                  | Fachwerkgebäude                                                                                  | Mastholte Alte Landstraße 13 Karte                      |                                                                                      |           |                  | 74              |
| Alter Postweg 11                                                                                 | Alter Postweg 11                                                                                 | Neuenkirchen Alter Postweg 11 Karte                     |                                                                                      |           |                  | 111             |
| Bauernhaus                                                                                       | Bauernhaus                                                                                       | Neuenkirchen Alter Postweg 21 Karte                     |                                                                                      |           |                  | 129             |
| Bildstock                                                                                        | Bildstock                                                                                        | Neuenkirchen Bahnhofstraße (am Sennebach)               |                                                                                      |           |                  | 90              |
| Wohnhaus                                                                                         | Wohnhaus                                                                                         | Rietberg Bahnhofstraße 26 Karte                         |                                                                                      |           |                  | 56              |
| BW                                                                                               | Hofstelle „Schulte auf’m Wiehe“                                                                  | Westerwiehe Berkenheide 33 Karte                        |                                                                                      |           |                  | 32              |
| BW                                                                                               | Heuerhaus „Schulte auf’m Wiehe“                                                                  | Westerwiehe Berkenheide 33a Karte                       |                                                                                      |           |                  | 32a             |
| Bildstock                                                                                        | Bildstock                                                                                        | Mastholte Birkenallee Karte                             |                                                                                      | 1855      |                  | 61              |
| Ehemalige Scheune                                                                                | Ehemalige Scheune                                                                                | Rietberg Bolzenmarkt 1 Karte                            |                                                                                      |           |                  | 43              |
| Fachwerkgiebelhaus                                                                               | Fachwerkgiebelhaus                                                                               | Rietberg Bolzenmarkt 15 Karte                           |                                                                                      |           |                  | 44              |
| weitere Bilder                                                                                   | Kapelle St. Johann Nepomuk                                                                       | Rietberg Delbrücker Straße Karte                        |                                                                                      | 1748      |                  | 2               |
| Alte Schule                                                                                      | Alte Schule                                                                                      | Rietberg Delbrücker Straße 1 Karte                      |                                                                                      |           |                  | 57              |
| BW                                                                                               | Wohn- und Wirtschaftsgebäude                                                                     | Detmolder Straße 220 Karte                              |                                                                                      |           | 23.04.2021       | 150             |
| Postamtsgebäude                                                                                  | Postamtsgebäude                                                                                  | Neuenkirchen Diekamp 2 Karte                            |                                                                                      |           |                  | 97              |
| weitere Bilder                                                                                   | Jüdischer Friedhof Neuenkirchen                                                                  | Neuenkirchen Druffeler Straße Karte                     |                                                                                      |           |                  | 86              |
| Emsstraße 1                                                                                      | Emsstraße 1                                                                                      | Rietberg Emsstraße 1 Karte                              |                                                                                      |           |                  | 45              |
| Fachwerkgiebelhaus                                                                               | Fachwerkgiebelhaus                                                                               | Rietberg Emsstraße 2 Karte                              |                                                                                      |           |                  | 22              |
| Fachwerk-Giebelhaus                                                                              | Fachwerk-Giebelhaus                                                                              | Rietberg Emsstraße 6 Karte                              |                                                                                      |           |                  | 24              |
| Ackerbürgerhaus                                                                                  | Ackerbürgerhaus                                                                                  | Rietberg Emsstraße 7 Karte                              |                                                                                      |           | 03.12.2013       | 137             |
| Fachwerkhaus                                                                                     | Fachwerkhaus                                                                                     | Rietberg Emsstraße 10 Karte                             |                                                                                      |           |                  | 110             |
| Bildstock                                                                                        | Bildstock                                                                                        | Neuenkirchen Feldstraße Karte                           |                                                                                      |           |                  | 60              |
| BW                                                                                               | Alte Schafscheune                                                                                | Varensell Flitterweg 14 Karte                           |                                                                                      |           |                  | 53              |
| Friedhofstor, Friedhof Neuenkirchen                                                              | Friedhofstor, Friedhof Neuenkirchen                                                              | Neuenkirchen Friedenstraße Karte                        |                                                                                      |           | 18.12.2019       | 145             |
| Alte Grundschule Neuenkirchen                                                                    | Alte Grundschule Neuenkirchen                                                                    | Neuenkirchen Gütersloher Straße 14 Karte                |                                                                                      |           |                  | 73              |
| BW                                                                                               | Bauernhaus und Wirtschaftsanbau                                                                  | Mastholte Hammoor 36 Karte                              |                                                                                      |           | 07.07.1997       | 117             |
| Wohnhaus                                                                                         | Wohnhaus                                                                                         | Mastholte Hanebrink 2 Karte                             |                                                                                      |           | 14.06.2022       | 151             |
| weitere Bilder                                                                                   | St. Marien                                                                                       | Varensell Hauptstraße Karte                             |                                                                                      | 1956      | 27.01.2020       | 146             |
| Bildstock                                                                                        | Bildstock                                                                                        | Varensell Hauptstraße 37 Karte                          |                                                                                      |           |                  | 105             |
| Bauernhaus                                                                                       | Bauernhaus                                                                                       | Westerwiehe Hedafeld 4 Karte                            |                                                                                      | 1779      |                  | 134             |
| weitere Bilder                                                                                   | Ackerbürgerhaus                                                                                  | Rietberg Im Sack 2 Karte                                |                                                                                      | um 1635   |                  | 108             |
| Ackerbürgerhaus                                                                                  | Ackerbürgerhaus                                                                                  | Rietberg Im Sack 4 Karte                                |                                                                                      | 1639      |                  | 109             |
| Bauernhaus                                                                                       | Bauernhaus                                                                                       | Westerwiehe Im Thüle 46 Karte                           |                                                                                      |           |                  | 93              |
| weitere Bilder                                                                                   | Kath. Pfarrkirche St. Jakobus                                                                    | Mastholte Jakobistraße 1 Karte                          |                                                                                      |           | 08.04.2020       | 148             |
| weitere Bilder                                                                                   | Andachtsweg zur Johann-Nepomuk-Kapelle                                                           | Rietberg Johannesweg Karte                              |                                                                                      |           |                  | 36              |
| Marienstatue am Johannesweg                                                                      | Marienstatue am Johannesweg                                                                      | Rietberg Johannesweg Karte                              |                                                                                      |           |                  | 48              |
| Giebelhaus                                                                                       | Giebelhaus                                                                                       | Rietberg Klingenhagen 2 Karte                           |                                                                                      |           |                  | 79              |
| Klingenhagen 4                                                                                   | Klingenhagen 4                                                                                   | Rietberg Klingenhagen 4 Karte                           |                                                                                      | 1658      |                  | 115             |
| Ackerbürgerhaus                                                                                  | Ackerbürgerhaus                                                                                  | Rietberg Klingenhagen 15 Karte                          |                                                                                      |           |                  | 78              |
| Fachwerkhaus                                                                                     | Fachwerkhaus                                                                                     | Rietberg Klingenhagen 20 Karte                          |                                                                                      |           |                  | 76              |
| weitere Bilder                                                                                   | Ackerbürgerhaus                                                                                  | Rietberg Klingenhagen 26 Karte                          |                                                                                      | 1865      |                  | 92              |
| weitere Bilder                                                                                   | Fachwerk-Giebelhaus                                                                              | Rietberg Klingenhagen 28 Karte                          |                                                                                      | 1727      |                  | 34              |
| weitere Bilder                                                                                   | ehem. Ackerbürgerhaus                                                                            | Rietberg Klingenhagen 36 Karte                          |                                                                                      |           |                  | 94              |
| Fachwerk-Giebelhaus                                                                              | Fachwerk-Giebelhaus                                                                              | Rietberg Klosterstraße 1 Karte                          |                                                                                      |           |                  | 35              |
| Fachwerk-Giebelhaus                                                                              | Fachwerk-Giebelhaus                                                                              | Rietberg Klosterstraße 3 Karte                          |                                                                                      | 1645      |                  | 15              |
| Fachwerk-Traufenhaus                                                                             | Fachwerk-Traufenhaus                                                                             | Rietberg Klosterstraße 4 Karte                          |                                                                                      |           |                  | 41              |
| Fachwerk-Traufenhaus                                                                             | Fachwerk-Traufenhaus                                                                             | Rietberg Klosterstraße 6 Karte                          |                                                                                      |           |                  | 39              |
| weitere Bilder                                                                                   | Ackerbürgerhaus                                                                                  | Rietberg Klosterstraße 7 Karte                          |                                                                                      | 1716      |                  | 52              |
| Fachwerk-Giebelhaus                                                                              | Fachwerk-Giebelhaus                                                                              | Rietberg Klosterstraße 8 Karte                          |                                                                                      |           |                  | 16              |
| Wohnhaus                                                                                         | Wohnhaus                                                                                         | Rietberg Klosterstraße 9 Karte                          |                                                                                      |           |                  | 54              |
| ehem. Direktorhaus                                                                               | ehem. Direktorhaus                                                                               | Rietberg Klosterstraße 11 Karte                         |                                                                                      |           |                  | 107             |
| Progymnasium                                                                                     | Progymnasium                                                                                     | Rietberg Klosterstraße 13 Karte                         |                                                                                      |           |                  | 14              |
| BW                                                                                               | Wappen- und Figurenscheiben (15 Stück) im Kreuzgang ehem. Franziskanerkloster                    | Rietberg Klosterstraße 15 Karte                         |                                                                                      | 1721      |                  | 141             |
| Skulpturen Maria Immaculata und Hl. Franziskus Klosterkirche Rietberg                            | Skulpturen Maria Immaculata und Hl. Franziskus Klosterkirche Rietberg                            | Rietberg Klosterstraße 15 südlich der Pfarrkirche Karte |                                                                                      |           |                  | 62              |
| BW                                                                                               | untertägige Gebäudespuren der ehem. Stadtburg Rietberg                                           | Rietberg Klosterstraße 15 Karte                         |                                                                                      |           |                  | 133             |
| weitere Bilder                                                                                   | ehem. Franziskanerkloster Rietberg                                                               | Rietberg Klosterstraße 15 Karte                         |                                                                                      |           |                  | 23              |
| weitere Bilder                                                                                   | Kirche                                                                                           | Rietberg Klosterstraße 15 Karte                         |                                                                                      |           |                  | 31              |
| BW                                                                                               | Bauernhaus                                                                                       | Bokel Krögerstraße 4a Karte                             |                                                                                      |           |                  | 59              |
| weitere Bilder                                                                                   | Fachwerkbauernhaus                                                                               | Neuenkirchen Lange Straße 62 Karte                      |                                                                                      |           |                  | 64              |
| Wohnhaus Lange Str. 87                                                                           | Wohnhaus Lange Str. 87                                                                           | Neuenkirchen Lange Straße 87 Karte                      |                                                                                      |           |                  | 131             |
| Fachwerkhaus                                                                                     | Fachwerkhaus                                                                                     | Neuenkirchen Lange Straße 104 Karte                     |                                                                                      |           |                  | 87              |
| Fachwerkhaus                                                                                     | Fachwerkhaus                                                                                     | Neuenkirchen Lange Straße 108 Karte                     |                                                                                      |           |                  | 83              |
| Gebäude Lange Straße 109                                                                         | Gebäude Lange Straße 109                                                                         | Neuenkirchen Lange Straße 109 Karte                     |                                                                                      |           |                  | 85              |
| Wohn- und Geschäftshaus und rückwärtiges Stallgebäude                                            | Wohn- und Geschäftshaus und rückwärtiges Stallgebäude                                            | Neuenkirchen Lange Straße 113 Karte                     |                                                                                      |           | 08.09.2022       | 152             |
| weitere Bilder                                                                                   | Ehemalige Brennerei Stadler                                                                      | Neuenkirchen Lange Straße 115/116 Karte                 |                                                                                      |           | 28.07.2015       | 139             |
| Haus Lübbert                                                                                     | Haus Lübbert                                                                                     | Mastholte Langenberger Straße 1 Karte                   |                                                                                      |           |                  | 125             |
| weitere Bilder                                                                                   | Hofanlage                                                                                        | Westerwiehe Lipplinger Straße 5 Karte                   |                                                                                      |           |                  | 128             |
| Gasthaus (straßenseitige Fassade und linke Traufseite des Gebäudes, außer Fachwerkbau und Anbau) | Gasthaus (straßenseitige Fassade und linke Traufseite des Gebäudes, außer Fachwerkbau und Anbau) | Mastholte Lippstädter Straße 19 Karte                   |                                                                                      |           |                  | 99              |
| Gebäude und Bäume                                                                                | Gebäude und Bäume                                                                                | Mastholte Lippstädter Straße 2 Karte                    |                                                                                      |           |                  | 50              |
| Hochkreuz auf dem Friedhof                                                                       | Hochkreuz auf dem Friedhof                                                                       | Rietberg Mastholter Straße Karte                        |                                                                                      | 1828      |                  | 100             |
| Wohn- und Geschäftshaus                                                                          | Wohn- und Geschäftshaus                                                                          | Rietberg Mastholter Straße 1 Karte                      |                                                                                      |           |                  | 121             |
| Wohn- und Geschäftshaus                                                                          | Wohn- und Geschäftshaus                                                                          | Rietberg Mastholter Straße 4 Karte                      |                                                                                      |           |                  | 96              |
| weitere Bilder                                                                                   | ehemalige Mühle                                                                                  | Rietberg Mühlenstraße 2 Karte                           |                                                                                      |           |                  | 40              |
| Mühlenstraße 13                                                                                  | Mühlenstraße 13                                                                                  | Rietberg Mühlenstraße 13 Karte                          |                                                                                      |           |                  | 116             |
| Ackerbürgerhaus                                                                                  | Ackerbürgerhaus                                                                                  | Rietberg Mühlenstraße 14 Karte                          |                                                                                      |           |                  | 66              |
| Giebelhaus                                                                                       | Giebelhaus                                                                                       | Rietberg Mühlenstraße 16 Karte                          |                                                                                      |           |                  | 18              |
| Fachwerk-Giebelhaus                                                                              | Fachwerk-Giebelhaus                                                                              | Rietberg Mühlenstraße 17 Karte                          |                                                                                      |           |                  | 21              |
| Mühlenstraße 21                                                                                  | Mühlenstraße 21                                                                                  | Rietberg Mühlenstraße 21 Karte                          |                                                                                      |           |                  | 119             |
| Fachwerkgebäude                                                                                  | Fachwerkgebäude                                                                                  | Rietberg Mühlenstraße 24 Karte                          |                                                                                      |           |                  | 82              |
| Fachwerkgebäude                                                                                  | Fachwerkgebäude                                                                                  | Rietberg Mühlenstraße 25 Karte                          |                                                                                      |           |                  | 4               |
| weitere Bilder                                                                                   | Haus Münte mit Nebengebäude                                                                      | Rietberg Mühlenstraße 25 Karte                          |                                                                                      | 1744–1746 |                  | 80              |
| Ackerbürgerhaus                                                                                  | Ackerbürgerhaus                                                                                  | Rietberg Mühlenstraße 34 Karte                          |                                                                                      |           |                  | 69              |
| Ackerbürgerhaus                                                                                  | Ackerbürgerhaus                                                                                  | Rietberg Müntestraße 1 Karte                            |                                                                                      | 1767      |                  | 89              |
| Fachwerk-Giebelhaus                                                                              | Fachwerk-Giebelhaus                                                                              | Rietberg Müntestraße 2 Karte                            |                                                                                      |           |                  | 19              |
| Fachwerk-Giebelhaus                                                                              | Fachwerk-Giebelhaus                                                                              | Rietberg Müntestraße 4 Karte                            |                                                                                      | bez. 1553 |                  | 67              |
| Fachwerk-Giebelhaus                                                                              | Fachwerk-Giebelhaus                                                                              | Rietberg Müntestraße 5 Karte                            |                                                                                      |           |                  | 5               |
| weitere Bilder                                                                                   | Ackerbürgerhaus                                                                                  | Rietberg Müntestraße 6 Karte                            |                                                                                      | 1624      |                  | 84              |
| Fachwerkgebäude                                                                                  | Fachwerkgebäude                                                                                  | Rietberg Müntestraße 9 Karte                            |                                                                                      |           |                  | 88              |
| Fachwerkhaus                                                                                     | Fachwerkhaus                                                                                     | Rietberg Müntestraße 11 Karte                           |                                                                                      |           |                  | 38              |
| BW                                                                                               | Schreibtisch im „Bartscherhaus“ Müntestraße 11                                                   | Rietberg Müntestraße 11 Karte                           |                                                                                      |           |                  | 114             |
| Ev. Kirche                                                                                       | Ev. Kirche                                                                                       | Rietberg Müntestraße 15 Karte                           |                                                                                      | 1626      |                  | 25              |
| BW                                                                                               | Wegekreuz                                                                                        | Westerwiehe Neuenkirchener Str. 202, 204 Karte          |                                                                                      |           | 26.09.2019       | 144             |
| BW                                                                                               | Bauernhaus Hof Niggemeier                                                                        | Mastholte Niggenkamp 5 Karte                            |                                                                                      |           | 25.02.2014       | 140             |
| Ackerbürgerhaus                                                                                  | Ackerbürgerhaus                                                                                  | Rietberg Pochenstraße 11 Karte                          |                                                                                      | 1598      |                  | 72              |
| weitere Bilder                                                                                   | Fachwerk-Giebelhaus                                                                              | Rietberg Pochenstraße 3 Karte                           |                                                                                      | 1770      |                  | 37              |
| Fachwerk-Giebelhaus                                                                              | Fachwerk-Giebelhaus                                                                              | Rietberg Pochenstraße 7 Karte                           |                                                                                      |           |                  | 3               |
| Wohnhaus                                                                                         | Wohnhaus                                                                                         | Rietberg Pochenstraße 8 Karte                           |                                                                                      | 1709      |                  | 95              |
| Bildstock                                                                                        | Bildstock                                                                                        | Rietberg Pulverdamm 69 Karte                            |                                                                                      | 1721      |                  | 47              |
| Kriegerehrenmal Emsinsel (ehem. Totenwall)                                                       | Kriegerehrenmal Emsinsel (ehem. Totenwall)                                                       | Rietberg Rathausstraße Karte                            |                                                                                      |           |                  | 104             |
| Ackerbürgerhaus                                                                                  | Ackerbürgerhaus                                                                                  | Rietberg Rathausstraße 3 Karte                          |                                                                                      | 1706      |                  | 77              |
| Fachwerk-Giebelhaus                                                                              | Fachwerk-Giebelhaus                                                                              | Rietberg Rathausstraße 4 Karte                          |                                                                                      |           |                  | 29              |
| Traufenhaus                                                                                      | Traufenhaus                                                                                      | Rietberg Rathausstraße 10 Karte                         |                                                                                      |           |                  | 65              |
| Fachwerk-Giebelhaus                                                                              | Fachwerk-Giebelhaus                                                                              | Rietberg Rathausstraße 12 Karte                         |                                                                                      |           |                  | 26              |
| Wohn- und Geschäftshaus                                                                          | Wohn- und Geschäftshaus                                                                          | Rietberg Rathausstraße 15 Karte                         |                                                                                      |           |                  | 126             |
| Fachwerk-Giebelhaus                                                                              | Fachwerk-Giebelhaus                                                                              | Rietberg Rathausstraße 17 Karte                         |                                                                                      |           |                  | 11              |
| Gebäude/Wohnhaus                                                                                 | Gebäude/Wohnhaus                                                                                 | Rietberg Rathausstraße 18 Karte                         | Sitz des Land- und Stadtgerichts Rietberg                                            |           |                  | 6               |
| Fachwerk-Bau                                                                                     | Fachwerk-Bau                                                                                     | Rietberg Rathausstraße 26 Karte                         |                                                                                      | 1701      |                  | 8               |
| Fachwerk-Bau (Rückfront)                                                                         | Fachwerk-Bau (Rückfront)                                                                         | Rietberg Rathausstraße 27 Karte                         |                                                                                      |           |                  | 46              |
| Fachwerk-Giebelhaus                                                                              | Fachwerk-Giebelhaus                                                                              | Rietberg Rathausstraße 28 Karte                         |                                                                                      |           |                  | 7               |
| Fachwerk-Giebelhaus                                                                              | Fachwerk-Giebelhaus                                                                              | Rietberg Rathausstraße 30 Karte                         |                                                                                      |           |                  | 13              |
| Rathaus                                                                                          | Rathaus                                                                                          | Rietberg Rathausstraße 31 Karte                         |                                                                                      |           |                  | 10              |
| Traufenhaus                                                                                      | Traufenhaus                                                                                      | Rietberg Rathausstraße 32 Karte                         |                                                                                      |           |                  | 20              |
| Fachwerkhaus                                                                                     | Fachwerkhaus                                                                                     | Rietberg Rathausstraße 35 Karte                         |                                                                                      |           |                  | 27              |
| Fachwerk-Giebelhaus                                                                              | Fachwerk-Giebelhaus                                                                              | Rietberg Rathausstraße 37 Karte                         |                                                                                      |           |                  | 30              |
| weitere Bilder                                                                                   | Fachwerk-Giebelhaus                                                                              | Rietberg Rathausstraße 40 Karte                         |                                                                                      |           |                  | 12              |
| Giebelhaus                                                                                       | Giebelhaus                                                                                       | Rietberg Rathausstraße 42 Karte                         |                                                                                      |           |                  | 28              |
| Ackerbürgerhaus                                                                                  | Ackerbürgerhaus                                                                                  | Rietberg Rathausstraße 53 Karte                         |                                                                                      | 1600      |                  | 75              |
| Ackerbürgerhaus                                                                                  | Ackerbürgerhaus                                                                                  | Rietberg Rathausstraße 56 Karte                         |                                                                                      |           |                  | 70              |
| Fachwerk-Eckhaus                                                                                 | Fachwerk-Eckhaus                                                                                 | Rietberg Rathausstraße 61 Karte                         |                                                                                      |           |                  | 9               |
| weitere Bilder                                                                                   | Katholische Pfarrkirche St. Margareta                                                            | Neuenkirchen Ringstraße 2 Karte                         |                                                                                      |           |                  | 120             |
| weitere Bilder                                                                                   | Kirchhof, Kirchplatz der Pfarrkirche St. Margareta                                               | Neuenkirchen Ringstraße 2 Karte                         |                                                                                      |           | 03.03.2020       | 147             |
| Kirche, Kirchhofslaterne, Kirchplatz, Höhenmarke                                                 | Kirche, Kirchhofslaterne, Kirchplatz, Höhenmarke                                                 | Rietberg Rügenstraße Karte                              |                                                                                      |           | 14.03.1983       | 33              |
| Pfarrhaus                                                                                        | Pfarrhaus                                                                                        | Rietberg Rügenstraße 2 Karte                            |                                                                                      |           | 21.02.2019       | 143             |
| Fachwerkhaus                                                                                     | Fachwerkhaus                                                                                     | Rietberg Rügenstraße 13 Karte                           |                                                                                      |           |                  | 81              |
| Fachwerk-Giebelhaus                                                                              | Fachwerk-Giebelhaus                                                                              | Rietberg Rügenstraße 18 Karte                           |                                                                                      |           |                  | 42              |
| BW                                                                                               | Vierständerbau Schillingsweg 15                                                                  | Neuenkirchen Schillingsweg 15 Karte                     |                                                                                      |           |                  | 124             |
| Heuerlinghaus                                                                                    | Heuerlinghaus                                                                                    | Neuenkirchen Schlingfeld 129 Karte                      |                                                                                      |           |                  | 135             |
| BW                                                                                               | Wallanlage Schloßstraße                                                                          | Rietberg Schloßstraße Karte                             |                                                                                      |           |                  | 138             |
| weitere Bilder                                                                                   | Bauernhaus                                                                                       | Druffel Schnellweg 12 Karte                             |                                                                                      |           |                  | 127             |
| Fachwerk-Giebelhaus                                                                              | Fachwerk-Giebelhaus                                                                              | Rietberg Sennstraße 3 Karte                             |                                                                                      | 1629      |                  | 1               |
| Fachwerkhaus                                                                                     | Fachwerkhaus                                                                                     | Rietberg Sennstraße 6 Karte                             |                                                                                      |           |                  | 103             |
| Fachwerkhaus                                                                                     | Fachwerkhaus                                                                                     | Rietberg Sennstraße 7 Karte                             |                                                                                      |           |                  | 58              |
| Fachwerkhaus                                                                                     | Fachwerkhaus                                                                                     | Rietberg Sennstraße 33 Karte                            |                                                                                      | 1663      |                  | 49              |
| weitere Bilder                                                                                   | Delken Mühle                                                                                     | Varensell Spexardweg 23 Karte                           |                                                                                      | um 1860   |                  | 106             |
| Missionshaus                                                                                     | Missionshaus                                                                                     | Rietberg Stennerlandstraße 22 Karte                     |                                                                                      |           |                  | 112             |
| Bildstock                                                                                        | Bildstock                                                                                        | Westerwiehe Stienhöferstraße 2 Karte                    |                                                                                      |           |                  | 118             |
| Heuerlingshaus                                                                                   | Heuerlingshaus                                                                                   | Mastholte Stukemeyerstraße 79 Karte                     |                                                                                      |           |                  | 55              |
| BW                                                                                               | Bauernhaus                                                                                       | Bokel Undernhorstweg 6 Karte                            |                                                                                      |           |                  | 101             |
| Fachwerkhaus                                                                                     | Fachwerkhaus                                                                                     | Varensell Varenseller Straße 49 Karte                   |                                                                                      |           |                  | 122             |
| BW                                                                                               | Kötterhaus                                                                                       | Varensell Varenseller Straße 56 Karte                   |                                                                                      |           |                  | 91              |
| BW                                                                                               | Bauernhaus                                                                                       | Varensell Varenseller Straße 87 Karte                   |                                                                                      |           |                  | 130             |
| Hofanlage                                                                                        | Hofanlage                                                                                        | Varensell Varenseller Straße 125 Karte                  | Zweiständer-Fachwerkbau, bezeichnet 1586. Das Giebeldreieck über Knaggen vorkragend. | 1586      |                  | 98              |
| BW                                                                                               | Wiesenstraße                                                                                     | Mastholte Wiesenstraße 35 Karte                         |                                                                                      |           |                  | 123             |
| BW                                                                                               | Kötterhaus                                                                                       | Mastholte Wimmelheide 21 Karte                          |                                                                                      |           |                  | 51              |
| BW                                                                                               | Hofhaus und Wohnanbau                                                                            | Neuenkirchen Zum Westhoff 25 Karte                      |                                                                                      |           |                  | 68              |